# Kurokopteryx dolichocerata
Kurokopteryx dolichocerata là một loài bướm đêm thuộc họ Micropterigidae. Nó được Hashimoto miêu tả năm 2006. Loài này có ở Nhật Bản.
Chiều dài cánh trước là 4.2-4.9 mm đối với con đực và 4.1-4.8 mm đối với con cái.